# ISO 3166-2:CI
Kódy ISO 3166-2 pro Pobřeží slonoviny identifikují 12 distriktů a 2 autonomní distrikty (stav v listopadu 2015). První část (CI) je mezinárodní kód pro Pobřeží slonoviny, druhá část sestává ze dvou čísel identifikujících region.

## Seznam kódů
```
CI-AB Abidžan (autonomní distrikt)
CI-YM Yamoussoukro (autonomní distrikt)
CI-BS Bas-Sassandra
CI-CM Comoé
CI-DN Denguélé
CI-GD Gôh-Djiboua 
CI-LC Lacs
CI-LG Lagunes
CI-MG Montagnes
CI-SM Sassandra-Marahoué 
CI-SV Savanes
CI-VB Vallée du Bandama
CI-WR Woroba 
CI-ZZ Zanzan
```